# Lijst van Belgische orgels
Hieronder enige (pijp)orgels in België die vermeldenswaardig zijn omwille van klankkleur, bouwer, dispositie, historie, locatie of architectuur. 
| Orgel                                            | Plaats                 | Bouwer                                          | Bouwjaar  | Bijzonderheden | Foto |                                             |
| ------------------------------------------------ | ---------------------- | ----------------------------------------------- | --------- | --- | ---- | ------------------------------------------- |
| Orgel van de Sint-Martinuskerk                   | Haringe (Poperinge)    | Van Peteghem                                    | 1778      | Orgel is het grootse en meest intact bewaarde Van Peteghemorgel. Het heeft een unieke klankkleur. |      |                                             |
| Kathedraalorgel van Antwerpen                    | Antwerpen              | Pierre Schyven                                  | 1891      | Kast van Erasmus Quellin en Pieter Verbrugghen uit 1657 |      |                                             |
| Orgel van de Sint-Martinuskerk                   | Aalst                  | Van Peteghem                                    | 1758-1763 | |      |                                             |
| Orgel Sint-Martinuskerk                          | Berlare                | Lambertus-Benoit van Peteghem                   | 1786      | Het werd gerestaureerd in de jaren 80 |      |                                             |
| Kathedraalorgel van Brussel                      | Brussel                | Gerhard Grenzing                                | 2000      | |      |                                             |
| Zilveren Orgel                                   | Broechem               | Forceville-orgel                                | 1720      | |      |                                             |
| Kathedraalorgel van Brugge                       | Brugge                 | Jacobus van den Eynde                           | 1717      | In 1936 uitgebreid door Johannes Klais. Dit orgel is sinds 2010 in onbruik in afwachting van de een restauratie die een van de komende jaren zal plaatsvinden. Momenteel verzorgd een interim orgel de diensten tot de geplande restauratiewerken afgelopen zijn.        |      |                                             |
| Orgel van de Sint-Baafskathedraal                | Gent                   | Pierre d'Estré en Louis Bis uit Rijsel          | 1653-1656 | Het meubel is van de hand van de Gentenaar Jacob Sauvage. |      |                                             |
| Orgel van de Sint-Niklaaskerk                    | Gent                   | Aristide Cavaillé-Coll                          | 1856      | Wacht op restauratie |      |                                             |
| Orgel van de Heilig Hartkerk                     | Hasselt                | Aristide Cavaillé-Coll                          | 1878      | Het pijpwerk werd volledig origineel bewaard. Sinds 2004 is het orgel een beschermd monument. |      |                                             |
| Orgel van de Heilig Hartkerk                     | Izegem                 | Joseph en Pieter Loncke (Esen)                  | 1950      | |      |                                             |
| Orgel van de Heilig Hartkerk                     | Roeselare              | Joseph en Pieter Loncke (Esen)                  | 1957      | |      |                                             |
| Orgel van de Sint-Korneliuskerk                  | Sint-Kornelis-Horebeke | Van Peteghem                                    | 1782      | Gebouwd voor het klooster van Elsegem, in 1782 door Jozef II opgeheven. |      |                                             |
| Orgel van de Sint-Laurentiuskerk                 | Sint-Laureins          |                                                 | 1715      | Oorspronkelijk van Van Peteghem, van 1715, verwerkt in orgel van L. Daem (Appelterre), begin 20ste eeuw, neogotische orgelkast uit tweede helft 19de eeuw. |      |                                             |
| Jan Dekens-orgel van de Sint-Germanuskerk        | Tienen                 |                                                 | 1673      | Barokorgel met nog een aanzienlijke hoeveelheid originele pijpen uit 1673, gebouwd in de oudste orgelkast van België uit 1493. |      |                                             |
| Orgel van de Sint-Walburgakerk                   | Veurne                 | Jean-Godfroid Gobert en Joseph Bosquet (Rijsel) | 1743-1745 | herstellingen 1840 o.l.v. Pieter Van Petegem en 1966-1967 door Loncke. |      |                                             |
| Orgel van de Sint-Martinuskerk                   | Volkegem               | Jacobus Hubau en zoon Francis uit Nukerke       | 1821-1822 | In 1982-84 gerestaureerd naar zijn oorspronkelijke staat. |      |                                             |
| Orgel van Sint-Andrieskerk                       | Woumen                 | Loncke (orgelbouwers)                           | 1988      | Kerk werd verscheidene malen verwoest. Tijdens de Eerste Wereldoorlog en een brand in 1985. |      |                                             |
| Orgel van de Onze-Lieve-Vrouw-Bezoekingskerk     | Lissewege              | Karel Van Peteghem                              | 1808      | De Lisseweegse meester-timmerman Walram Romboudt (1598-1668) maakte de orgelkast. |      |                                             |
| Orgel van de Alle Heiligenkerk                   | Nederzwalm             | Petrus Haelvoet (1829-1900)                     | 1855      | Uniek werk van deze orgelbouwer. Zeer degelijk gemaakt. Een belangrijk getuige van een overgangsstijl in het midden van de 19de eeuw. Bovenklavier bespeelbaar, onderklavier niet meer bespeelbaar sinds 2011 doordat de verwarming enkele dagen is blijven doordraaien. |      |                                             |
| Orgel van de O.L. Vrouw ten Hemel Opgenomen kerk | Overmere               | Vereecken (orgelbouwers)                        | 1890      | Sinds 1975 wordt het "Vereecken"orgel erkend en beschermd door de Rijksdienst voor Monumenten-en Landschapszorg. Het Orgelcomité verzorgt op regelmatige basis orgelconcerten.                                                                                           |      | Orgel van de H. Maria Magdalenakerk in Reet |